# Françoise Groben
Françoise Groben (* 4. Dezember 1965 in Luxemburg; † 28. Mai 2011 ebenda) war eine luxemburgische Cellistin.

## Biographie
Françoise Groben wurde am 4. Dezember 1965 in Luxemburg geboren. Mit fünf Jahren begann sie mit dem Cellospiel am Konservatorium ihrer Heimatstadt bei Francine Weber-Deprelle, Jean Join und vor allem bei Georges Mallach. Ihr Studium absolvierte sie in der Meisterklasse von Boris Pergamenschikow an der Musikhochschule Köln, wo sie mit dem Konzertexamen abschloss. Daneben nahm sie teil an Meisterkursen von Daniil Schafran (Moskau), William Pleeth (London) und des Amadeus-Quartetts. Sie nahm sehr früh am öffentlichen Konzertleben teil. 1974 war sie Mitbegründerin des Ensembles „Les Musiciens“, mit 15 Jahren wurde sie für das Jugendorchester der Europäischen Gemeinschaft (ECYO) selektioniert und spielte unter der Leitung von Claudio Abbado, Daniel Barenboim, Herbert von Karajan und Georg Solti.
1990 debütierte sie beim Schleswig-Holstein Musik Festival mit dem Symphonieorchester des Bayerischen Rundfunks unter Dmitri Kitajenko. Es folgten Auftritte in den meisten Ländern West- und Osteuropas, in renommierten Konzerthäusern wie dem Wiener Musikverein, dem Festspielhaus Salzburg, dem Palais des Beaux-Arts in Brüssel, dem Théâtre de la Ville in Paris, dem Tschaikowski-Saal in Moskau und der Sankt Petersburger Philharmonie. Mehrere Tourneen führten sie nach Japan, China, den Vereinigten Staaten, nach Australien, Kanada und Israel.
Françoise Groben spielte als Solistin mit den einheimischen Orchestern (Philharmonisches Orchester von Luxemburg, Solistes Européens, Les Musiciens) und mit namhaften ausländischen Orchestern wie dem Russischen Staatsorchester, dem Moskauer Rundfunk- und Fernsehorchester, den Sankt Petersburger Philharmonikern, dem Philharmonieorchester Japan, dem Jerusalem Symphony Orchestra, dem Sinfonieorchester des Tschechischen Rundfunks, dem Georgischen Kammerorchester, dem Zürcher Kammerorchester, dem ECYO Chamber Orchestra und den Berliner Philharmonischen Virtuosen. Dirigenten waren u. a. Juri Ahronowitsch, Pierre Cao, Alexander Dmitriev, Leopold Hager, Daniel Harding, Mstislaw Rostropowitsch, David Shallon und Jewgeni Swetlanow. Sie wurde eingeladen zu zahlreichen Festivals wie dem Bratislava Festival, dem Carinthischen Sommer, Colmar, Davos, Echternach, Graz (Styriarte), Krakau, Kuhmo, Montpellier, dem St. Petersburger Musikfrühling und, auf Einladung von Mstislaw Rostropowitsch, zur Midem in Cannes. Sie machte Aufnahmen für die Labels Capriccio, ECM, Naxos, Hänssler, Sony, Ars und Fantasia Classics sowie für zahlreiche Rundfunk- und Fernsehstationen. Françoise Groben hat eine Reihe von zeitgenössischen Werken zur Uraufführung gebracht, u. a. drei Cellokonzerte, die von den luxemburgischen Komponisten Alexander Müllenbach, Claude Lenners und Marcel Wengler für sie geschrieben wurden und die sie auch bei ausländischen Tourneen interpretierte. Auch ausländische Komponisten haben ihr Werke gewidmet, so z. B. Hilary Tann und Dirk Lötfering.
Als gesuchte Kammermusikpartnerin spielte sie u. a. mit Paul Badura-Skoda, Ivan Gajan, Bernd Glemser, Hartmut Höll, Cyprien Katsaris, John-Edward Kelly, Natasha Korsakova, Adrienne Krausz, Claudia Kussmaul, Boris Pergamenschikow, Alfredo Perl, Ronald van Spaendonck, Alexandre Tharaud, Romano Tommasini und Ira Maria Witoschynskyj. 1997 bis 2003 war sie Mitglied des Zehetmair Quartetts, mit dem sie zahlreiche internationale Tourneen unternahm. Ihre CD-Einspielungen für das ECM-Label wurden von der internationalen Presse gefeiert, u. a. erhielten sie 2003 den „Gramophone Record of the Year Award“. Mit Graf Mourja und Peter Laul hat sie sämtliche Klaviertrios von Brahms für das Pariser Label „Integral Classic“ aufgenommen. Ihre Einspielung wurde mit einem Diapason d’or ausgezeichnet. Mit Christiane Meininger, Flöte, und Rainer Gepp, Klavier, hat sie sich viele Jahre für das reiche Schaffen von Komponistinnen eingesetzt und vier CDs aufgenommen. Sie spielte ein Cello von Matteo Gofriller (1695), das ihr in großzügiger Weise von der Banque Générale de Luxembourg zur Verfügung gestellt wurde.
Françoise Groben starb völlig unerwartet am 28. Mai 2011 an einem unerbittlichen Leiden.

## Auszeichnungen
Neben verschiedenen nationalen und internationalen Auszeichnungen errang Françoise Groben 1990 beim Internationalen Tschaikowski-Wettbewerb den 2. Preis und die Silbermedaille, dazu Sonderpreise der Moskauer Virtuosen und des Sowjetischen Künstlerverbandes.

## Diskographie
- Béla Bartok: Streichquartett Nr. 4. Karl Amadeus Hartmann: Streichquartett Nr. 1. Zehetmair-Quartett. Thomas Zehetmair, Violine; Ulf Schneider, Violine; Ruth Killius, Viola; Françoise Groben, Violoncello. ECM 1727 (2001)
- Amy Beach: Rendezvous. Kammermusik und Liebeslieder der Belle Epoque. Jörg Waschinski, Sopran; Christiane Meininger, Flöte; Françoise Groben, Cello; Rainer Gepp, Klavier. Phoenix 188 (2009)
- Ludwig van Beethoven: Tripelkonzert op. 56. Collegium Musicum Universität Karlsruhe. Natasha Korsakova, Violine; Françoise Groben, Cello; Ira Witoschynskyj, Klavier. Hubert Heitz. HC 049 (2005)
- Ludwig van Beethoven: Sonate g-Moll für Cello und Klavier op. 5 Nr. 2. Adrienne Krausz, Klavier. Kassette Françoise Groben. Sony-DADC, Salzburg. BGL BNP Paribas (2012)
- Ernest Bloch: Schelomo / Camille Saint-Saëns: 1. Konzert für Cello und Orchester op. 33 / Pjotr Iljitsch Tschaikowski: Variationen über ein Rokoko-Thema op. 33. OPL. David Shallon. BGL 99/1
- Luigi Boccherini: Konzerte für Cello und Orchester Nr. 2, 3 und 8. Solistes Européens. Jack Martin Haendler. SEL 93.11-017 DDD
- Luigi Boccherini: Konzert für Cello und Orchester D-Dur, G. 479. Chamber Orchestra of the ECYO. James Judd. European Parliament, Straßburg (1992)
- Johannes Brahms: Klaviertrios Nr. 2 op. 87 und Nr. 3 op. 101. Mourja Graf, Violine; Françoise Groben, Violoncello; Peter Laul, Klavier. Integral Classic. Diapason d’or
- Johannes Brahms: Streichsextett Nr. 1 B-Dur, op. 18. P. I. Tschaikowski: Streichsextett d-Moll, op. 70 „Souvenir de Florence“. Zurich String Sextet. Primos Novsak, Ralph Orendain, Michel Rouilly, Pascal Siffert, Françoise Groben, Susanne Basler. PAMC-504 Tokio
- Johannes Brahms: Feldeinsamkeit op. 86, Nr. 7; Sapphische Ode op. 94, Nr. 4; Wie Melodien zieht es mir op. 105, Nr. 1; Ungarische Tänze Nr. 1, 3, 5, 7. Ira Maria Witoschynskyj, Klavier. SWR / Ars 38 435 (2004)
- Ferruccio Busoni: Kammermusik. Märchen. Serenata g-Moll op. 34. Kultaselle-Variationen. Françoise Groben, Cello; Ira Witoschynskyj, Klavier. Capriccio 10794 (1998)
- Franz Danzi: Kammermusik. 24 Duos für zwei Celli. Variationen über ein Thema aus Mozarts „Don Giovanni“; Cellokonzert Nr. 1 A-Dur. Orchester Matthias Baur. Fantasia Classics 56804 (2004)
- Chen Yi: Night Thoughts / Elisenda Fábregas: Voices of the Rainforest / Libby Larsen: Slow Structures / Kate Waring: Alapana. The Rainforest. Hänssler PH 11039 (2011)
- Edward Elgar: Konzert für Cello und Orchester e-Moll op. 85. Dmitri Schostakowitsch: Konzert Nr. 1 für Cello und Orchester Es-Dur op. 107. Orchestre symphonique de RTL. Dirigent: Leopold Hager. Viennola / RTL
- Elisenda Fábregas / Elena Kats-chernin / Hilary Tann: Gardens of Anna Maria Luisa de Medicis. Voces de mi Tierra / The Cresset Stone / Colours of the Sea. Meininger-Trio. Christiane Meininger, Françoise Groben, Rainer Gepp. Hänssler PH 5019 (2005)
- Louise Farrenc (1804–1875): Trio e-Moll op. 45. Katherine Hoover (* 1937): Lyric Trio. Marcelle de Manziarly (1899–1989): Trio für Flöte, Cello und Klavier. Meininger-Trio. Christiane Meininger, Flöte; Françoise Groben, Cello; Rainer Gepp, Klavier. NCA 60130-215 (2002)
- Sofia Gubaidulina (1931–2025): Die sieben Worte. „Heute wirst du mit mir im Paradiese sein. Mein Gott, warum hast du mich verlassen? Vater, in deine Hände empfehle ich meinen Geist.“ Orchestre de chambre du Luxembourg. Dirigent: Werner Ehrhardt. Philharmonie Luxemburg. Kassette Françoise Groben. Sony-DADC (2006)
- Edvard Grieg: Sonate für Cello und Klavier op. 36 / Sergei Rachmaninow: Sonate in g-Moll für Cello und Klavier op. 19. Aurophon AV 32 190 (1993)
- Joseph Haydn: Konzert in C-Dur für Cello und Orchester Hob. VIIb/1. Solistes Européens, Jack Martin Haendler. PDO Hannover. SEL (1990)
- Hans Kox: The Silent Cry (2001); Galgentrio (1997). John-Edward Kelly, Saxophon; Françoise Groben, Cello; Bob Versteegh, Klavier. Attacca 25101
- Bohuslav Martinů: Konzert Nr. 1 für Cello und Orchester H 196. Orchestre de chambre du Luxembourg. Nicolas Brochot. Kassette Françoise Groben. Sony-DADC Salzburg. BGL BNP Paribas (2012)
- Felix Mendelssohn Bartholdy: Streichoktett op. 20 / Wolfgang Amadeus Mozart: Quartett für Flöte und Streichtrio KV 285. Sony 52 K 68353
- Wolfgang Amadeus Mozart: Die Zauberflöte. Ouvertüre. Konzert in d-Moll für Klavier und Orchester KV 466. Symphonie Nr. 40 in g-Moll KV 550. Bearbeitungen von Johann Nepomuk Wendt, Carl Czerny und Muzio Clementi „in seltener Solobesetzung“. Ars FCD 368 391
- Alexander Müllenbach: Konzert für Cello und Streicher „Litanies de l’Ombre et de la Lumière“ (1995). Berliner Philharmonische Virtuosen. Dirigent: Alexander Müllenbach. Festival International Echternach. 1995. Kassette Françoise Groben. Sony-DADC. Salzburg. BGL BNP Paribas (2012)
- Francis Poulenc: Sonate für Cello und Klavier op. 143. Françoise Groben, Cello; Alexandre Tharaud, Klavier. Naxos 8553612F
- Francis Poulenc: Complete Chamber Music. Vol 4. Le bal masqué. Le bestiaire. Rhapsodie nègre. Naxos (2000)
- Sergei Prokofjew: Ouvertüre über hebräische Themen d-Moll op. 34. Musik Festival Davos. Young Artists in Concert. Sony 68353 (2009)
- Robert Schumann: Streichquartette op. 41 Nr. 1 und op. 41 Nr. 3. Zehetmair-Quartett. Thomas Zehetmair, Violine; Matthias Metzger, Violine; Ruth Killius, Viola; Françoise Groben, Cello. Awards 2003. Record of the Year. ECM 1793 (2003)